# Claude Meisch (Zoologe)
Claude Meisch (* 13. August 1949 in Luxemburg) ist ein luxemburgischer Gymnasiallehrer und Zoologe.
Claude Meisch ist wissenschaftlicher Mitarbeiter des Nationalmuseums für Naturgeschichte Luxemburg (Musée national d'histoire naturelle de Luxembourg) und des Institut royal des sciences naturelles de Belgique. Er ist wirkliches Mitglied der wissenschaftlichen Sektion des großherzoglichen Instituts (Institut grand-ducal, section des sciences naturelles, physiques et mathématiques).
Von 1985 bis 2003 war er Präsident der Société des naturalistes luxembourgeois (SNL); seit 1985 gehört er dem Redaktionskomitee des Bulletin de la Société des naturalistes luxembourgeois an.
Claude Meisch ist der Autor bzw. Koautor von zahlreichen wissenschaftlichen Artikeln und Büchern. Sein Spezialgebiet sind die Ostrakoden (Muschelkrebse).

## Veröffentlichungen (Auswahl)
Bücher (chronologisch)
- R. Gerecke, F. Stoch, C. Meisch und I. Schrankel: Die Fauna der Quellen und des hyporheischen Interstitials in Luxemburg. Unter besonderer Berücksichtigung der Milben (Acari), Muschelkrebse (Ostracoda) und Ruderfusskrebse (Copepoda). Ferrantia. Travaux scientifiques du Musée national d'histoire naturelle de Luxembourg, Band 41, 2005.
- C. Meisch: Freshwater Ostracoda of Western and Central Europe. Spektrum Akademischer Verlag, Heidelberg, Berlin 2000. (J. Schwoerbel und P. Zwick, Hrsg.: Süßwasserfauna von Mitteleuropa 8/3.) ISBN 3-8274-1001-0.
- C. Meisch, K. Wouters und K. Martens: Liste annotée des Ostracodes actuels non-marins trouvés en France. Travaux scientifiques du Musée national d'histoire naturelle de Luxembourg, Band 15, 1989.
- C. Meisch: Revision of the Recent West European Species of the Genus Potamocypris. Part II: Species with long swimming setae on the second antennae. Travaux scientifiques du Musée d'Histoire Naturelle de Luxembourg, Band 6, 1985.
- C. Meisch: Revision of the Recent Western Europe Species of Genus Potamocypris. Part I: Species with short swimming setae on the second antennae. Travaux scientifiques du Musée d'Histoire Naturelle de Luxembourg, Band 3, 1984.

Dissertation
- C. Meisch: Taxonomy and distribution of Recent freshwater Ostracoda (Crustacea) of Europe. Part I: Evolutionary, morphologic and taxonomic studies. Part II: Faunistic synopsis. Unpublished thesis of the Katholieke Universiteit Leuven, Belgium, 1999.

Artikel (Ostracoda) (chronologisch)
- C. Meisch: Liste commentée des Ostracodes trouvés au Luxembourg. In: Archives de l'Institut grand-ducal de Luxembourg, section des sci. nat., phys. et math. Band 40, S. 47–51 (erschienen 1987).
- B. Malmqvist, C. Meisch und A. N. Nilsson: Distribution pattern of freshwater Ostracoda (Crustacea) in the Canary Islands with regards to habitat use and biogeography. In: Hydrobiologia. Band 347, 1997, S. 159–170. Abstract.
- C. Meisch und L. Forro: Checklist of Recent Ostracoda (Crustacea) from Hungary. In: Miscellanea Zoologica. Band 11, 1997, S. 33–48.
- T. Namiotko, C. Meisch, Z. Gido und D. L. Danielopol: Redescription, taxonomy, distribution and ecology of Cryptocandona dudichi (Klie, 1930) (Crustacea, Ostracoda). In: Bulletin de la Société des Naturalistes Luxembourgeois. Band 102, 2001, S. 109–130.
- C. Bellaveri, G. Benassi, M. Calzolari, C. Meisch, K. G. Mckenzie und V. Rossi. Heterocypris (Crustacea, Ostracoda) from the Isole Pelagie (Sicily, Italy): the coexistence of different morphotypes. In: Italian Journal of Zoology. Band 69, 2002, S. 53–57.
- O. Külköylüoglu, C. Meisch und R. W. Rust. Thermopsis thermophila n. gen. n. sp. from hot springs in Nevada, U.S.A. (Crustacea, Ostracoda). In: Hydrobiologia. Band 499, 2003, S. 113–123. Abstract.
- C. Meisch und K. Wouters: Valve surface structure of Candona neglecta Sars, 1887 (Crustacea, Ostracoda). In: C. Steinberg und A. Witkowski (Hrsg.): From Ostracods to in-lake restoration measures. Studia Quaternaria, Band 21, 2004, S. 15–18.
- C. Meisch, F. Stoch und R. Gerecke: Krebstiere (Crustacea: Copepoda, Ostracoda, Amphipoda et Isopoda) im Kalkquellmoor „Benninger Ried“ bei Memmingen, Bayern. In: Lauterbornia. Band 57, 2006, S. 95–105.
- C. Meisch, N. Mary-Sasal, J. P. Colin und K. Wouters: Freshwater Ostracoda (Crustacea) collected from the islands of Futuna and Wallis, Pacific Ocean, with a check-list of the non-marine Ostracoda of the Pacific Islands. In: Bulletin de la Société des naturalistes luxembourgeois. Band 108, 2007, S. 89–103.
- G. Rossetti, K. Martens, C. Meisch, S.Tavernelli und V. Pieri: Small is beautiful: diversity of freshwater ostracods (Crustacea, Ostracoda) in marginal habitats of the province of Parma (Northern Italy). In: Journal of Limnology. Band 65, Heft 2, 2007, S. 121–131.
- C. Meisch: On the origin of the putative furca of the Ostracoda (Crustacea). In: Hydrobiologia. Band 585, 2007, S. 181–200. Abstract.

Artikel (andere Tiergruppen)
- C. Meisch: Faune des Thysanoures du Grand-Duché de Luxembourg. In: Archives de l'Institut grand-ducal de Luxembourg, section des sci. nat., phys. et math. Band 37, 1974–1976, S. 103–135 (erschienen 1977).
- T. Faber, C. Meisch: Bilan provisoire du recensement des populations de chauves-souris au Grand-Duché de Luxembourg. In: Bulletin du Centre de baguement et de recherche cheiroptérologique de Belgique. Band 5, 1978, S. 68–73.

- Weitere Titel: siehe List of scientific publications